# Christoph Schönborn

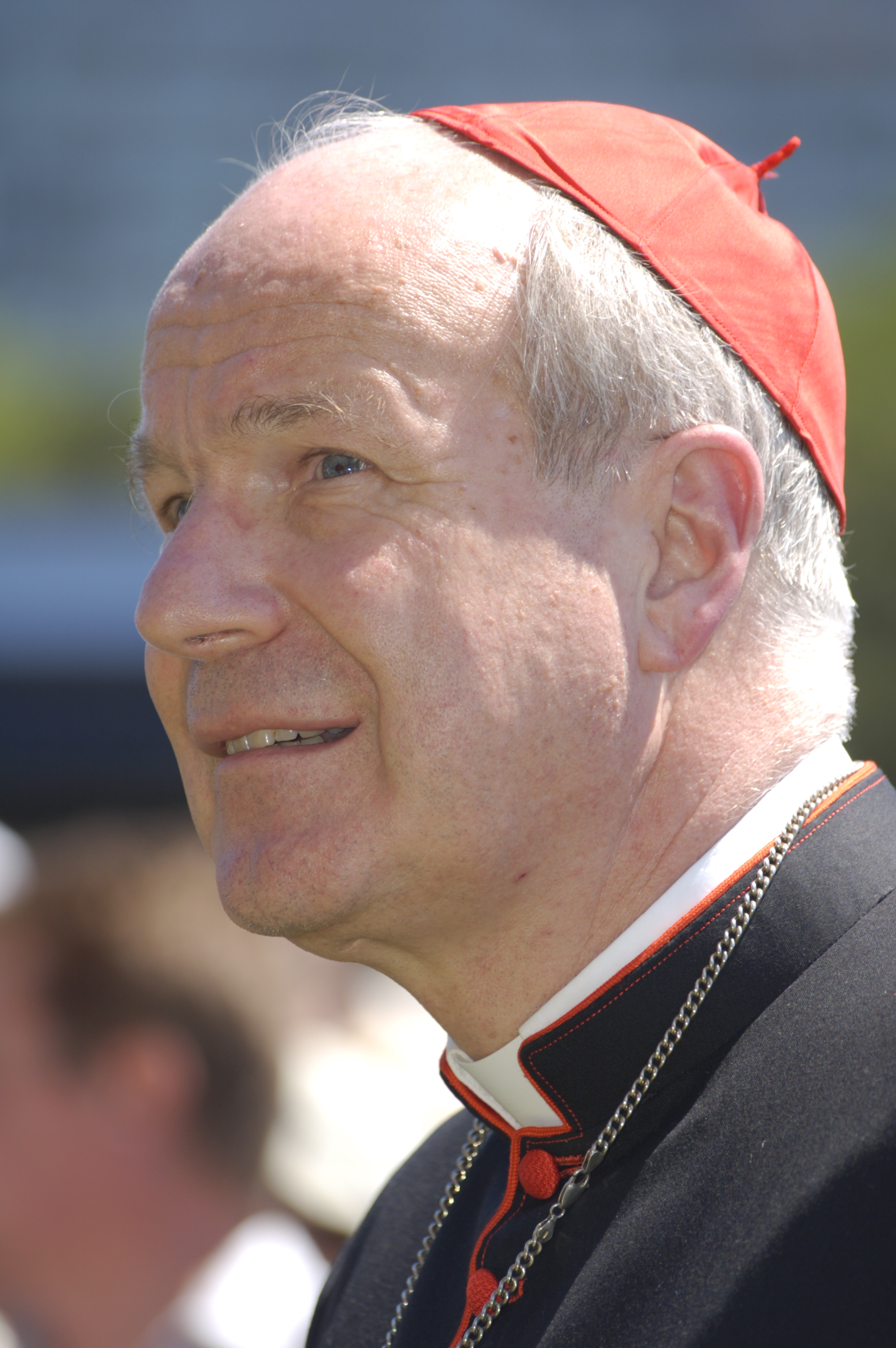
Kardinal Schönborn bei der Weihe des renovierten Papstkreuzes im Wiener Donaupark (2012)

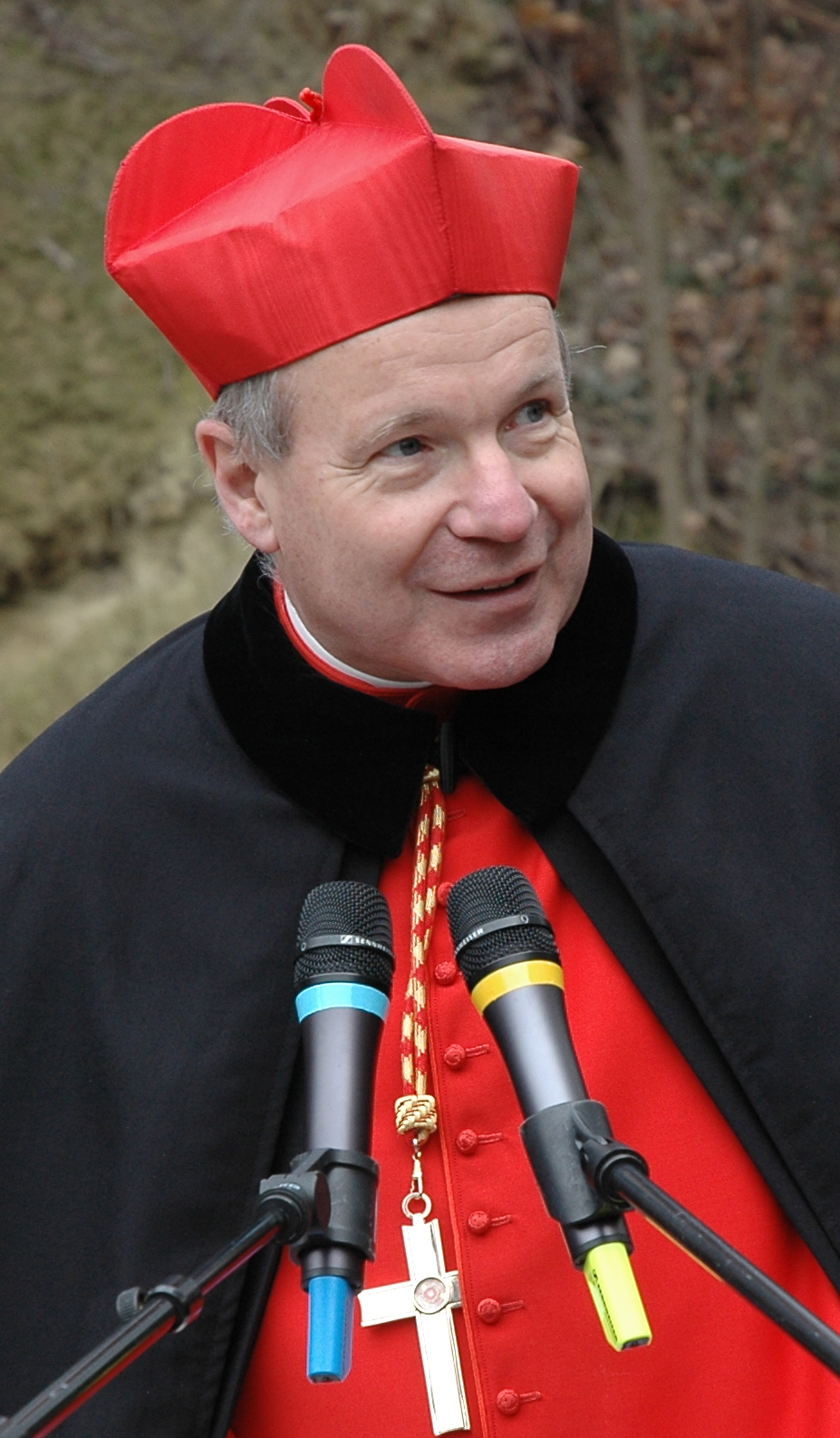
Christoph Schönborn (2007)

Christoph Kardinal Schönborn OP (* 22. Jänner 1945 in Watislaw (Schloss Skalken), Reichsgau Sudetenland, als Christoph Maria Michael Hugo Damian Peter Adalbert Graf Schönborn) ist ein österreichischer römisch-katholischer Ordensgeistlicher und Theologe. Er ist Ordinarius für die Katholiken der katholischen Ostkirchen in Österreich und war von 1995 bis 2025 Erzbischof von Wien.

## Leben
Kardinal Schönborn entstammt der böhmischen Linie der Familie Schönborn, aus der bereits in früheren Jahrhunderten hohe Würdenträger der katholischen Kirche hervorgegangen sind.
Der Vater, Hugo-Damian Schönborn (1916–1979), war Maler. Im Zweiten Weltkrieg ging er in den Widerstand gegen die Nationalsozialisten und desertierte im Oktober 1944 in Belgien zu den Briten.
Im Jahr 1945 wurde die Familie Schönborn in der Folge der Beneš-Dekrete aus Schloss Gebharz ausgesiedelt. Christoph Schönborns Mutter, Eleonore (1920–2022) konnte mit ihren Söhnen Philipp und Christoph bei Verwandten in Breiteneich bei Horn, Niederösterreich, und nach dem Winter 1945/1946 in Graz unterkommen. Dort traf sie auch wieder mit ihrem von den Engländern entlassenen Mann zusammen. Wegen ihrer Vielsprachigkeit wurde sie Chefsekretärin bei einer Vorarlberger Textilfirma. Christoph Schönborn wuchs daher in Schruns im Montafon auf, wo 1954 als letztes seiner drei Geschwister sein Bruder, der Schauspieler Michael Schönborn, geboren wurde.
Die Eltern trennten sich 1958.
Kardinal Schönborn spricht aufgrund seiner Biographie neben Hochdeutsch auch den alemannischen Vorarlberger Dialekt. Neben den klassischen Sprachen Latein, Altgriechisch und Hebräisch spricht Schönborn fließend Französisch, Englisch, Italienisch und Spanisch.

### Studium, Priesterweihe, Professur
Nach der Matura trat Christoph Schönborn 1963 in den Dominikanerorden ein und verbrachte das Noviziat in Warburg (Westfalen). Er studierte Philosophie und Katholische Theologie in Walberberg bei Köln, in Wien und in Paris und wurde am 27. Dezember 1970 in der Wiener Dominikanerkirche von Erzbischof Franz König zum Priester geweiht.
Ab 1971 absolvierte er am Institut Catholique de Paris ein Promotionsstudium zum Dr. theol., das er 1974 mit der Vorlage einer Dissertation mit dem Titel L’Icône du Christ. Fondements théologiques („Die Christus-Ikone. Theologische Grundlagen“) abschloss. Im Zuge seiner Dissertation studierte er von 1972 bis 1973 an der Universität Regensburg bei Joseph Ratzinger.
Von 1973 bis 1975 war er gemeinsam mit Egon Kapellari Studentenseelsorger in Graz, danach außerordentlicher Professor für Dogmatik an der Universität Fribourg in der Schweiz. Ab 1978 war er Assistenzprofessor für ostkirchliche Theologie und von 1981 bis 1991 Professor für Dogmatik.
Er wurde auch in verschiedene Fachkommissionen berufen: Theologische Kommission der Schweizer Bischofskonferenz (1980–1991), Schweizerische Kommission für den Dialog zwischen Orthodoxen und Katholiken (1980–1987), Kommission für den Dialog zwischen römischen Katholiken und anderen Christen (1980–1984).
Vor allem ist er seit 1980 Mitglied der Internationalen Theologischen Kommission und seit 1984 Mitglied der Stiftung Pro Oriente.
Er war Sekretär der Kommission für die Abfassung des Katechismus der Katholischen Kirche (1987–1992).

### Bischofsweihe, Kreierung zum und Wirken als Kardinal
Am 11. Juli 1991 ernannte ihn Papst Johannes Paul II. zum Titularbischof von Sutrium und zum Weihbischof in Wien. Die Bischofsweihe spendete ihm der Wiener Erzbischof, Hans Hermann Kardinal Groër OSB, am 29. September desselben Jahres im Wiener Stephansdom; Mitkonsekratoren waren der emeritierte Wiener Erzbischof, Franz Kardinal König, und der Bischof von Brünn, Vojtěch Cikrle.
Am 13. April 1995 wurde er zum Koadjutorerzbischof der Erzdiözese Wien ernannt und am 14. September desselben Jahres folgte er dem zurückgetretenen Hans Hermann Groër als Erzbischof und Metropolit der Wiener Kirchenprovinz nach.
Am 6. November 1995 wurde Schönborn zum Ordinarius für die Gläubigen des byzantinischen Ritus in Österreich ernannt. Mit dessen Neuordnung zum Ordinariat für die Gläubigen der katholischen Ostkirchen in Österreich wurde er am 20. Juli 2018 zu dessen Ordinarius ernannt.
In der Fastenzeit des Jahres 1996 hielt Schönborn über mehrere Tage hinweg geistliche Vorträge vor dem Papst und der Kurie.
Wenige Monate danach, am 29. Juni 1996, erhielt er von Papst Johannes Paul II. das Pallium, das liturgische Zeichen eines Metropoliten, und wurde im Konsistorium vom 21. Februar 1998 als Kardinalpriester mit der Titelkirche Gesù Divino Lavoratore ins Kardinalskollegium aufgenommen.
Seit 1996 ist Schönborn verantwortlicher Bischof für die junge dominikanische Ordensfamilie der Gemeinschaft vom Lamm, die unter anderem auch in Wien-Brigittenau zwei Niederlassungen hat.
1998 wurde er zum Vorsitzenden der österreichischen Bischofskonferenz gewählt, deren stellvertretender Vorsitzender er schon seit 1996 war. In diesem Amt wurde er mehrfach, zuletzt 2016 bestätigt.
Im Frühjahr 2020 gab er bekannt, aus gesundheitlichen Gründen diese Funktion mit März 2020 zurücklegen zu wollen. Durch die Coronakrise verzögerte sich die Wahl eines Nachfolgers bis Mitte Juni 2020.
Kardinal Schönborn war Teilnehmer am Konklave 2005, aus dem Josef Kardinal Ratzinger als Benedikt XVI. hervorging. Er nahm auch am Konklave 2013 teil, in dem Kardinal Jorge Mario Bergoglio zum Papst (Franziskus) gewählt wurde. Unter Vatikanisten galt Schönborn im Vorfeld beider Papstwahlen als „papabile“.
Am 15. Jänner 2014 wurde Kardinal Schönborn durch Papst Franziskus in die Kardinalskommission zur Aufsicht über die Vatikanbank IOR berufen. Im Oktober 2020 bestätigte ihn der Papst in dieser Funktion. Seit 2024 ist er Präsident der Kardinalskommission des IOR.
Von 1998 bis 2020 war er Vorsitzender der Österreichischen Bischofskonferenz.
Im Oktober 2019 bot Schönborn dem Kirchenrecht gemäß (401, § 1  CIC) seinen Amtsverzicht mit Erreichen des 75. Lebensjahres zum 22. Jänner 2020 an. Papst Franziskus nahm dieses Angebot jedoch nicht an und beließ Christoph Schönborn bis auf weiteres im Amt. Am 18. Jänner 2025 wurde er mit einem feierlichen Gottesdienst im Stephansdom als Erzbischof von Wien verabschiedet, obwohl der Rücktritt noch nicht angenommen worden war. Bundespräsident Alexander Van der Bellen würdigte Schönborn in einer Ansprache als Pontifex austriacus.
Papst Franziskus hat am 22. Jänner 2025 Schönborns Rücktrittsangebot als Erzbischof von Wien angenommen und Bischofsvikar Josef Grünwidl zum Apostolischen Administrator der Erzdiözese ernannt.

### Kardinalswappen und Wahlspruch

Kardinalswappen

Der Wappenschild geviert, zeigt in Feld 1 und 4 auf rotem Grund ein griechisches Kreuz auf weißem Balken, das Wappen des Erzbistums Wien. In Feld 2 in rot auf drei silbernen Spitzen ein schreitender goldener Löwe mit blauer Krone, das Stammwappen der Schönborn. In Feld 3 weißer Mantelzug auf schwarzem Grund, das Mantelwappen der Dominikaner.
Hinter dem Schild stehend das Doppelkreuz (Patriarchenkreuz), darüber der rote Galero (Kardinalshut) mit den jeweils fünfzehn herunterhängenden roten Quasten (fiocchi).
Sein Wahlspruch lautet Vos autem dixi amicos („Vielmehr habe ich euch Freunde genannt“) und wurde dem Johannesevangelium (Joh 15,15 ) entnommen.

## Standpunkte

### Evolution und Multiversum-Hypothese
In seinem Beitrag Finding Design in Nature, der am 7. Juli 2005 in der New York Times erschien, akzeptierte Schönborn die Möglichkeit der Evolution, kritisierte aber bestimmte „neo-darwinistische“ Theorien als unvereinbar mit der katholischen Lehre:

„Evolution im Sinne von gemeinsamer Abstammung mag wahr sein, aber Evolution im neodarwinistischen Sinne – ein ungesteuerter, ungeplanter Prozess von zufälliger Variation und natürlicher Selektion – ist es nicht. Jedes Denksystem, das die überwältigenden Beweise für Design in der Biologie leugnet oder wegzuerklären versucht, ist Ideologie, nicht Wissenschaft.“

Der Direktor des Vatikanischen Observatoriums, George Coyne kritisierte Schönborns Ansicht und verwies auf die Erklärung von Papst Johannes Paul II, dass „Evolution nicht länger eine bloße Hypothese ist“. Die Kritik des katholischen Physikers Stephen Barr rief mehrere Antworten hervor, einschließlich einer längeren von Schönborn.
Im März 2009 legte Schönborn bei einem Vortrag vor der Österreichischen Akademie der Wissenschaften noch einmal seine Position in der wissenschaftlichen Diskussion um Schöpfung und Evolutionstheorie dar und übte dabei Selbstkritik. Sein Artikel in der New York Times sei „etwas holzschnittartig“ gewesen und „hätte noch einiger Differenzierung bedurft“, so Schönborn. Außerdem distanzierte er sich ausdrücklich vom Kreationismus. Die Idee der Erschaffung fertiger einzelner Wesen oder Arten sei für ihn absurd, so Schönborn. „Sie ist so unhaltbar wie die kreationistischen Thesen von einer Erschaffung der Welt in sechs 24-Stunden-Tagen, wie die pseudowissenschaftliche Spekulationen über eine ‚junge‘ Erde, über eine historische Deutung der Sintflut, etc.“ Allerdings dürfe man einen fundierten christlichen Schöpfungsglauben auch nicht in einen Topf mit einem fundamentalistisch-biblizistischen Schöpfungsverständnis werfen.
Auch die Theorie des Intelligent Design kritisierte Schönborn deutlich: Der Versuch dieser Schule, hohe Komplexität in der Natur als „Beweis für ein “intelligent design”" zu bewerten, kranke an dem fundamentalen Denkfehler, dass „design im Sinn von Plan und Zielgerichtetheit nicht auf der Ebene der Kausalität gefunden werden kann, mit der sich die naturwissenschaftliche Methode befasst“.

### Missbrauchsfälle
Schönborn wies 1995 die in der Zeitschrift profil veröffentlichten Missbrauchanschuldigungen gegen Kardinal Groër in einer ersten Reaktion scharf zurück. In einer Stellungnahme erklärte er unter anderem: „Seit der Zeit des Nationalsozialismus, als Priesterprozesse unter dem Vorwand homosexueller Verfehlungen geführt wurden, hat es in Österreich derlei Verleumdungspraktiken gegen die Kirche nicht mehr gegeben.“
Schönborn dazu 2011: „Ich hatte vor meiner Ernennung zum Weihbischof im Ausland gelebt und nie einschlägige Gerüchte gehört. Ich war daher zunächst ehrlich überzeugt, dass es sich um Verleumdungen handeln müsse. So sind auch meine ebenso emotionalen wie überzogenen Worte zu erklären, die die Vorgangsweise mit jener aus der Nazizeit verglichen.“
Für Verstimmung im Vatikan sorgte Schönborn im Frühjahr 2010 mit einer Kritik an Kardinaldekan Angelo Sodano. Schönborn warf diesem in einem Interview vor, dass der ehemalige Vatikan-Kardinalstaatssekretär fünfzehn Jahre zuvor die Bildung einer Untersuchungskommission zur „Groër-Affäre“ verhindert habe.
2019 führte Schönborn im BR Fernsehen mit der von sexuellem Missbrauch innerhalb des Säkularinstituts Das Werk betroffenen Doris Reisinger ein viel beachtetes Gespräch, das später in Buchform erschien.

### Homosexualität
2008 kritisierte Erzbischof Schönborn die Idee der gleichgeschlechtlichen Ehe in einer Predigt, in der er unter anderem die Einführung einer derartigen Ehe als ein „Nein zum Leben“ bezeichnete. Künstliche Empfängnisverhütung, Abtreibung und gleichgeschlechtliche Ehen führten zusammengenommen zum Ende der europäischen Kultur: „Europa ist im Begriff zu sterben, da es Nein zum Leben gesagt hat.“
2010 sagte er in einem Interview: „Beim Thema Homosexualität etwa sollten wir stärker die Qualität einer Beziehung sehen. Und über diese Qualität auch wertschätzend sprechen. Eine stabile Beziehung ist sicher besser, als wenn jemand seine Promiskuität einfach auslebt.“ Dies sei für ihn ein Wandel von einer „Pflichtmoral“ hin zu einer „Moral des Glücks“. Dabei stehe nicht die Sünde im Zentrum der Betrachtung, sondern der Versuch, den Geboten zu entsprechen.
Im März 2012 erklärte Schönborn, dass es gegen die Wahl des homosexuellen Pfarrgemeinderates Florian Stangl aus Stützenhofen vonseiten des Bischofsrats keine Einwände gebe. Die Kandidaten bei Pfarrgemeinderatswahlen bezeugten die Lebendigkeit der Kirche, so gebe es auch unter den Pfarrgemeinderäten viele, deren Lebensentwürfe nicht in allem den Idealen der Kirche entsprächen. Gleichzeitig bekräftigte er, dass die „Position der Kirche über diese Themen […] sich nicht geändert“ habe. Es handle sich um einen besonderen Fall, wie es viele gebe, nicht um einen Präzedenzfall. In einem Interview mit dem Stern sagte er, dass er den Ehewunsch gleichgeschlechtlicher Paare als „berührend“ empfinde.
In einer Stellungnahme zum „Responsum ad dubium der Kongregation für die Glaubenslehre über die Segnung von Verbindungen von Personen gleichen Geschlechts“ vom 22. Februar 2021 erklärte Schönborn in einem Interview mit der Wochenzeitung „Der Sonntag“ zwei Tage danach, die Erklärung habe viele schmerzlich getroffen. „Wenn [...] es wirklich die Bitte um den Segen Gottes für einen Lebensweg ist, den zwei Menschen, in welcher Situation auch immer, zu gehen versuchen, dann wird man ihnen diesen Segen nicht verweigern.“ Als Bischof sage er: „Das ganze Ideal habt ihr nicht verwirklicht. Aber es ist wichtig, dass ihr euren Weg auf der Basis menschlicher Tugenden lebt, ohne die es keine gelungene Partnerschaft gibt. Und das verdient einen Segen“.

### Asyl
Im April 2019 kritisierte Schönborn die Asylpolitik der damaligen ÖVP/FPÖ-Regierung. Er erklärte, es bestehe schon „Gesprächsbedarf, wenn eine kleine Gruppe von Menschen offensichtlich systematisch in ein schiefes Licht gerückt wird.“ Asylwerber würden „unter Generalverdacht gestellt“, aber die meisten von ihnen seien „vor Krieg und Tod geflüchtet und traumatisiert“. Die Anbringung des Schildes Ausreisezentrum an das Tor der Erstaufnahmestelle Traiskirchen nannte Schönborn „einfach unmenschlich“.
In der Frage der Flüchtlinge auf der Insel Lesbos trat der Wiener Erzbischof in seiner wöchentlichen Kolumne in der Tageszeitung Heute am 18. Dezember 2020 für die Aufnahme von Flüchtlingsfamilien aus den prekären Verhältnissen im Flüchtlingslager Kara Tepe II ein:
„... Die Zustände werden als erschütternd und katastrophal bezeichnet. So Bischof Hermann Glettler von Innsbruck, der letzte Woche das Lager besucht hat. Österreich hat dankenswerterweise Hilfsmaterial geliefert, das freilich nur langsam ankommt. Bürgermeister, Gemeinden, Pfarren haben ihre Bereitschaft erklärt, Familien bei uns aufzunehmen. Ich bitte darum!“
Schönborn stellte sich damit ausdrücklich hinter die Forderung des Innsbrucker Bischofs Hermann Glettler und der Caritas Österreich.

### Sterbehilfe
Im August 2014 sprach Schönborn sich in einem Interview gegen aktive direkte Sterbehilfe aus.
In einem Kommentar zum Erkenntnis des Österreichischen Verfassungsgerichtshofs vom 11. Dezember 2020, der die Mitwirkung am Suizid für nicht strafbar erklärte, schrieb Kardinal Schönborn in der Sonntagsausgabe der Kronen-Zeitung im Dezember 2020:
„Österreich war hier Vorbild. Die schreckliche Erinnerung an die Masseneuthanasie von ,lebensunwertem Leben‘ in der Nazi-Zeit hat immer als Warnung gegolten. Der überraschende Spruch der Höchstrichter ist da ein Dammbruch.“, so Schönborn wörtlich, der auch die Sorge ausdrückte, dass es in der Folge des Urteils „zu einem immer größeren Druck auf kranke, müde, leidende Menschen“ kommen werde, „sich als Hindernis für die anderen zu empfinden: moralischer Druck, sich durch einen Suizid selber aus dem Weg zu räumen.“

### Jüdisch-christlicher Dialog
In der aus Sicht jüdischer Organisationen einen Affront darstellenden Karfreitagsfürbitte für die Juden verteidigte Schönborn 2008 in der englischsprachigen katholischen Zeitung The Tablet die Haltung des Papstes. Als „wertvolle Beispiele für die besondere Art und Weise, wie Christen in Bezug auf das Evangelium gegenüber den Juden Zeugnis ablegen müssen“, zitierte er u. a. (Römer 1,16 ): „Das Evangelium […] ist eine Kraft Gottes, die jeden rettet, der glaubt, zuerst den Juden, aber ebenso den Griechen.“ Er rechtfertigte dies weiters mit der Bibelstelle (Lk 24,47 ), wonach Jesus den Aposteln aufgetragen hat, das Evangelium „allen Völkern, angefangen in Jerusalem, [zu] verkünden.“ Denn „Für euch zuerst hat Gott [ihn] gesandt, damit er euch segnet und jeden von seiner Bosheit abbringt.“ (Apg 3,26 ). Die Wichtigkeit der „Fortsetzung und Intensivierung des jüdisch-christlichen Dialogs“ betonte Schönborn 2012 in einem Schreiben an die Israelitische Kultusgemeinde, in dem er seine Bestürzung anlässlich der Schändung von 43 Gräbern im jüdischen Teil des Wiener Zentralfriedhofs zum Ausdruck brachte. In einer Predigt am 22. Jänner 2021 bezeichnete Kardinal Schönborn die traditionelle Substitutionstheologie als schwere Verirrung, die in der Geschichte zu Feindseligkeit und Gewalt gegen Juden beigetragen und für die Katastrophe der Shoa mitverantwortlich sei.

### Kritik an Präsident Donald Trump
Im Januar 2021 machte Christoph Schönborn in einem Beitrag für die Zeitung Heute den US-amerikanischen Präsidenten Donald Trump für die Ausschreitungen beim Sturm auf das Kapitol der Vereinigten Staaten am 6. Januar 2021 mitverantwortlich, bei denen es fünf Todesopfer gegeben hatte. Schönborn warf Trump vor, er habe das Volk verführt, zu Protesten aufgerufen und seinen Anhängern gesagt: „Geht zum Kapitol!“

### Olympische Spiele 2024
Laut Kardinal Schönborn haben die Olympischen Spiele in Paris die Menschlichkeit gezeigt und gefördert. Er sagte, eine kleine Panne sei gewesen, dass ein brasilianischer Surfer nicht mit einem Jesus-Symbol auf seinem Surfbrett starten durfte. Dahingegen bezeichnete er die vermeintliche Darstellung des Abendmahles von Leonardo da Vinci als große Panne. Dennoch habe er darauf verzichtet, wie viele andere, „gegen die traurige und respektlose Posse“ lautstark zu protestieren.

## Mitgliedschaften

### Mitgliedschaften in der Römischen Kurie
- Präsident der Kardinalskommission zur Aufsicht über die Vatikanbank IOR (Mitglied seit 2014, bestätigt 2020, Präsident seit 2024)[45][46]
- Dikasterium für die orientalischen Kirchen (bestätigt 2014[47])
- Dikasterium für die Glaubenslehre[48] (bis 2024)
- Dikasterium für die Evangelisierung (von 2011[49] bis 2023[50])

### Mitgliedschaften und Ämter in der Österreichischen Bischofskonferenz
(Quelle: )
- Vorsitzender der Österreichischen Bischofskonferenz (1998–2020)
- Vorsitzender der Glaubenskommission (bis Jänner 2025)
- Mitglied der Katechetischen Kommission (bis Jänner 2025)
- Mitglied der Finanzkommission (bis Jänner 2025)
- Medien (Kathpress; Medienreferat der Bischofskonferenz; Katholische Medienakademie) (bis 22. Jänner 2025)
- Ordensgemeinschaften (gemeinsam mit Abt Vinzenz Wohlwend) (bis 22. Jänner 2025)
- YouCat und YouCat-Produkte[52] (bis 22. Jänner 2025)

### Andere Ämter
- Vorsitzender des Kuratoriums der Joseph Ratzinger Papst Benedikt XVI.-Stiftung (bis 2020)

### Ehrenämter
- Aumonier des Ordens vom Goldenen Vlies

### Ehrenmitgliedschaften
- Ehrenritter des Deutschen Ordens (27. Februar 2007)
- Großkreuz-Ritter in den Ritterorden vom Heiligen Grab zu Jerusalem
- Ehrenmitglied der Ö.k.a.V. Rhaeto-Danubia Wien im ÖCV (seit 11. Oktober 1997)
- Ehrenmitglied der K.Ö.L. Starhemberg Wien im KÖL (seit 2. Dezember 1998)
- Ehrenmitglied der K.Ö.St.V. Frankonia Wien im MKV (seit 1999).
- Ehren- und Devotions-Großkreuz-Bailli des Malteserordens (seit 7. Februar 2006)[53]
- Ehrenmitglied der K.Ö.St.V. Rugia Retz (seit 28. Juni 2009)
- Ehrenmitglied der Freunde der Theologischen Kurse[54] (seit 2018)

### Auszeichnungen
- Goldenes Komturkreuz mit dem Stern des Ehrenzeichens für Verdienste um das Bundesland Niederösterreich (1998)
- Großkreuz des Treudienst-Ordens (2005)
- Großes Goldenes Ehrenzeichen am Bande für Verdienste um die Republik Österreich[55] (2006)
- Großes Goldenes Ehrenzeichen für Verdienste um das Land Wien mit dem Stern (2012)
- Großkreuz des Ungarischen Verdienstordens[56] (2012)
- Europäischer Karlspreis der Sudetendeutschen Landsmannschaft (2018)[57]
- Orden des Metropoliten Venerabilis Dei Servus Andrej Scheptyzkyj (2019)[58]
- Ehrenzeichen des Landes Vorarlberg in Gold (2022)[59]
- Großen Tiroler Adler-Orden (2023)[60][61]
- Orden des Hl. Sava 1. Ranges (2023)[62]
- Ehrendoktor der Palacký-Universität Olmütz (2023)[63]
- Ehrenbürger der Stadt Wien (2024)[64]
- Ehrenbürger der Stadt Retz (2025)[65]

## Werke
- Sophrone de Jérusalem. Vie monastique et confession dogmatique. Beauchesne, Paris 1972, ISBN 2-7010-0054-8.
- Die charismatische Erneuerung und die Kirchen. Pustet, Regensburg 1977, ISBN 3-7917-0506-7.
- Die Christus-Ikone. Eine theologische Hinführung. Novalis, Schaffhausen 1984. (Neuaufl. Wiener Dom-Verlag 1998), ISBN 3-85351-157-0.
- Einheit im Glauben. Johannes, Einsiedeln 1984, ISBN 3-89411-215-8.
- Existenz im Übergang. Pilgerschaft, Reinkarnation, Vergöttlichung. Johannes, Einsiedeln u. a. 1987, ISBN 3-89411-216-6.
- Zur kirchlichen Erbsündenlehre. Stellungnahmen zu einer brennenden Frage. Freiburg im Brsg. u. a. 1991, ISBN 3-89411-303-0.
- Herzstücke unseres Glaubens. Das „Credo“ im Katechismus der Katholischen Kirche. Wiener Dom, Wien 1994, ISBN 3-85351-112-0.
- Quellen unseres Glaubens. Liturgie und Sakramente im Katechismus der Katholischen Kirche. Wiener Dom, Wien 1996, ISBN 3-85351-116-3.
- Leben für die Kirche. Die Fastenexerzitien des Papstes. Freiburg im Brsg. u. a. 1997, ISBN 3-451-26258-4.
- Die Christus-Ikone: Eine theologische Hinführung, Wiener Dom, Wien, 1998, ISBN 978-3-85351-157-2.
- Wähle das Leben. Die christliche Moral nach dem Katechismus der katholischen Kirche. Wiener Dom, Wien 1998, ISBN 3-85351-156-2.
- Gott sandte seinen Sohn. Christologie. (Amateca. Lehrbücher zur katholischen Theologie, Bd. 7) Bonifatius, Paderborn 2002, ISBN 3-89710-202-1.
- Mein Jesus. Gedanken zum Evangelium. Molden, Wien 2002. ISBN 3-85485-087-5.
- Seht, Gottes Sohn! Gedanken zum Evangelium im Markusjahr. Molden, Wien 2005, ISBN 3-85485-151-0.
- Wovon wir leben können. Das Geheimnis der Eucharistie. Herder, Freiburg im Brsg. u. a. 2005, ISBN 3-451-28602-5.
- Ziel oder Zufall? Schöpfung und Evolution aus der Sicht eines vernünftigen Glaubens. Herder, Freiburg im Brsg. 2007, ISBN 978-3-451-29389-4.
- mit Barbara Stöckl: Wer braucht Gott? Barbara Stöckl im Gespräch mit Kardinal Christoph Schönborn, Ecowin Verlag, Salzburg 2007, ISBN 978-3-902404-33-6.
- Vom geglückten Leben. Amalthea Verlag 2008, ISBN 978-3-85002-644-4.
- Die Lebensschule Jesu. Anstöße zur Jüngerschaft. Herder, Freiburg im Brsg. 2013, ISBN 978-3-451-30690-7.
- mit Gerhard Gürtlich (Hrsg.): Kirche und Eisenbahn. Weg – Wahrheit – Leben. 2., erweiterte Auflage, Holzhausen, Wien 2016, ISBN 978-3-902976-70-3.
- Doris Wagner mit Christoph Kardinal Schönborn: Schuld und Verantwortung. Ein Gespräch über Macht und Missbrauch in der Kirche. Herder, Freiburg 2019, ISBN 978-3-451-39526-0.